# Parque nacional de los Balcanes Centrales
El parque nacional de los Balcanes Centrales se encuentra en el corazón de Bulgaria, abarcando las porciones más altas en la zona central de los Montes Balcanes. El parque alberga tanto especies y comunidades de vida salvaje raras y en peligro, como sitios históricos y de importancia científica. Administrativamente, es parte de cinco provincias de Gabrovo, Lovech, Plovdiv, Sofía y Stara Zagora
En 2011 este lugar fue inscrito en la Lista Indicativa de Bulgaria como paso previo para ser considerado como Patrimonio de la Humanidad por la UNESCO.

El parque nacional incluye territorios de 5 distritos administrativos: Lovech (28 827,5 ha), Gabrovo (3192,4 ha), Stara Zagora (10 550,7 ha), Plovdiv (25 702,1 ha) y Sofía (3396,8 ha). El parque nacional  de los Balcanes Centrales, situado en el corazón de Bulgaria, incluye las partes centrales y más altas de la montaña Stara Planina (la cordillera de los Balcanes). El parque se extiende en dirección E-O unos 85 km, cubriendo una franja de 10 km de ancho y con una altitud desde 550 m hasta el pico más alto de las montañas Stara Planina (el pico Botev,  2376 msnm).

El parque nacional de los Balcanes Centrales tiene bosques con un área total de 44 000,8 ha (61%) y pastos y prados de montaña con un área total de 27 668,7 ha (39%). El parque se estableció para proteger el área virgen única de las montañas centrales de Stara Planina y las tradiciones locales y los medios de vida vinculados a él.
 Descripción en la UNESCO

## Historia

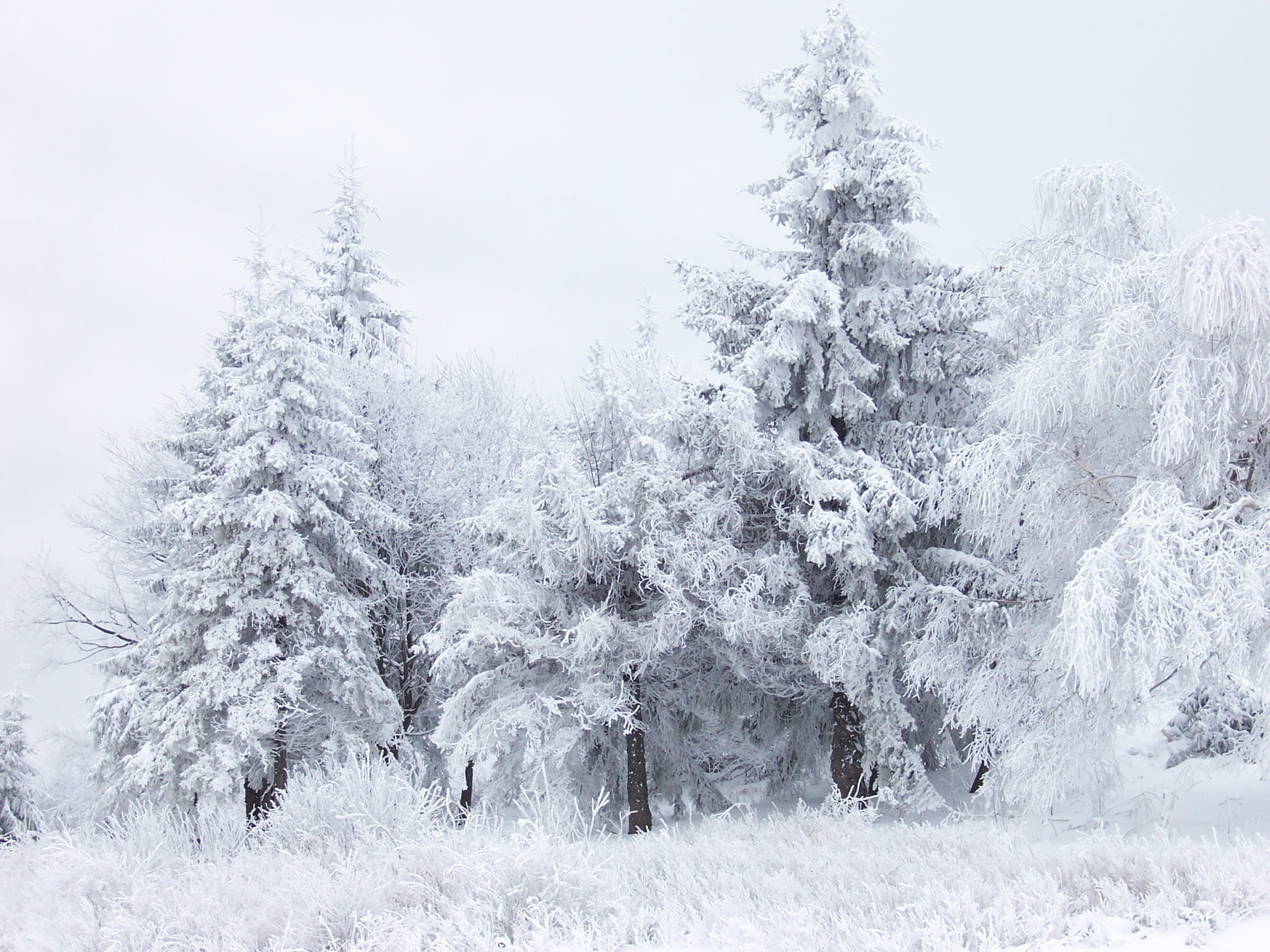
El Parque en invierno.

El parque nacional fue establecido en 1991 para conservar el especial escenario y herencia natural del área y proteger las costumbres y tradiciones de la población local. La dirección del parque, un cuerpo regional del Ministerio de Medioambiente y Aguas, gestiona el parque. La dirección alienta a organizaciones locales, voluntarios y entusiastas de la montaña a cooperar en alcanzar sus metas.

### Estadísticas del parque nacional
- Área: 716,695 km²

- Área de bosque: 440,008 km²
- Área sin bosque: 276,687 km²

- Longitud total: 85 km
- Anchura media: 10 km
- Cumbre más alta: Botev (2376 m s. n. m.)
- Elevación más baja: Cerca de Karlovo, con unos 500 m s. n. m.
- El 70% de todos los ecosistemas son naturales.
- Hay 9 reservas naturales, con un área combinada de 200,19 km²

## Área protegida
El parque nacional de los Balcanes Centrales es una de las mayores y más valiosas áreas protegidas de Europa. La Unión Mundial para la Conservación (IUCN) ha enlistado al parque en Categoría II. Hay nueve reservas naturales dentro del parque: Boatin, Tsarichina, Kozya Stena, Steneto, Severen Djendem, Peeshti Skali, Sokolna, Djendema y Stara Reka, con ejemplos representativos de los ecosistemas del parque, todas ellas con categoría I de la IUCN (reserva natural estricta). Cuatro de las reservas naturales (Boatin, Tsaritchina, Steneto, Djendema) están incluidas en la Red Mundial de Reservas de Biosfera bajo el Programa "Hombre y Biosfera" (MAB por sus siglas en inglés) de la Unesco. El parque nacional de los Balcanes Centrales se ha convertido en miembro de los Parques RAP (Red de Áreas Protegidas) auspiciados por el WWF.